# 9138 Murdoch
9138 Murdoch (2280 T-2) là một tiểu hành tinh vành đai chính.